# Andsumäe (Rõuge)
Andsumäe is een plaats in de Estlandse gemeente Rõuge, provincie Võrumaa. De plaats heeft de status van dorp (Estisch: küla).
Tot in oktober 2017 lag Andsumäe in de gemeente Haanja. In die maand werd de gemeente bij de gemeente Rõuge gevoegd.

## Bevolking
In 2000 had het dorp geen inwoners meer. Ook bij de volkstelling van 31 december 2011 en bij de volkstelling van 31 december 2021 werden geen inwoners meer aangetroffen.

## Ligging
De plaats ligt ca. 1,5 km verwijderd van de grens met Letland.

## Geschiedenis
Andsumäe werd in 1684 voor het eerst genoemd onder de naam Hanso Kylla, een dorp op het landgoed Rogosinsky (Ruusmäe). In 1765 heette het Dorf Hansomäe en in 1826 Ansomeh.
Tussen 1977 en 1997 maakte Andsumäe deel uit van het buurdorp Murati.